# Gonocephalus klossi
Espèce
Synonymes
- Gonyocephalus klossi Boulenger, 1920

Gonocephalus klossi est une espèce de sauriens de la famille des Agamidae.

## Répartition
Cette espèce est endémique de Sumatra en Indonésie.

## Étymologie
Cette espèce est nommée en l'honneur de Cecil Boden Kloss.

## Publication originale
- Boulenger, 1920 : Results of an expedition to Korinchi Peak 12.400 fi, Sumatra. III. Reptiles & batrachians collected in Korinchi, West Sumatra by Messrs. H.C. Robinson & C.B. Kloss. Journal of the Federated Malay States Museums, Singapore, vol. 8, p. 285-296.